# Callochromis
Callochromis es un género de peces cíclidos nativos de las zonas inferiores de poca profundidad y arenosas del lago Tanganica en África Oriental.  Como buenos tamizadores de arena, todas las especies comen invertebrados que moran en la arena. A diferencia de muchos otros tamizadores, Callochromis es una especie un poco agresiva, especialmente cuando están en época de cría. C. pleurospilus ha devenido popular con los aficionados de la cría de peces debido a su robustez, medida compacta y sus colores iridiscentes.

## Especies
Hay actualmente tres especie reconocidas en este género:
- Callochromis macrops (Boulenger, 1898)
- Callochromis melanostigma (Boulenger, 1906)
- Callochromis pleurospilus (Boulenger, 1906)